# Rolf Monsen
Rolf Monsen (* 8. Januar 1899 in Oslo, Norwegen; † 28. April 1987 in Bellflower, Kalifornien) war ein US-amerikanischer nordischer Skisportler.

## Werdegang
Monsen, der 1899 in Oslo geboren wurde, wanderte mit seiner Familie 1921 in die Vereinigten Staaten aus. Nachdem er sich dort den Lake Placid Sno-Birds anschloss, arbeitete er zielstrebig auf eine internationale Karriere hin. Bei den Olympischen Winterspielen 1928 in St. Moritz stellte er in den nordischen Disziplinen Skilanglauf, Nordische Kombination und Skispringen erstmals sein Können auf internationaler Bühne unter Beweis, nachdem er sich als US-amerikanischer Meister im Skilanglauf qualifiziert hatte. Im Skilanglauf erreichte er Platz 45, in der Kombination musste er das Rennen vorzeitig beenden. Im Skispringen erreichte er mit dem sechsten Platz das bis dahin beste Ergebnis für einen US-Amerikaner. Auch vier Jahre später bei den Olympischen Winterspielen 1932 in seiner damaligen Heimat Lake Placid startete er erneut. Nach einem 33. Platz im Skilanglauf über 18 Kilometer erreichte er in der Kombination den neunten Platz. Auch dies war erneut das beste Ergebnis für einen Amerikaner bis zu diesem Zeitpunkt. Auch für die Olympischen Winterspiele 1936 konnte er sich qualifizieren. Jedoch musste er seinen Start auf Grund einer Verletzung absagen. Ihm wurde daraufhin die Ehre zuteil, die amerikanische Flagge bei der Eröffnung der Spiele zu tragen.
1937 trat Monsen vom aktiven Skisport zurück und bekam bereits ein Jahr später die Zertifizierung als Jury für Skispringen in den Vereinigten Staaten, Kanada und in Europa. 1940 wurde er durch die US-Armee in den Kriegsdienst berufen und wurde Teil der 10th Mountain Division Ski Troops. Nach dem Zweiten Weltkrieg ließ er sich in Kalifornien nieder. 1964 erfolgte die Aufnahme in die National Ski Hall of Fame in Ishpeming.